# Hl. Johannes von Nepomuk (Fillenbaumgasse)

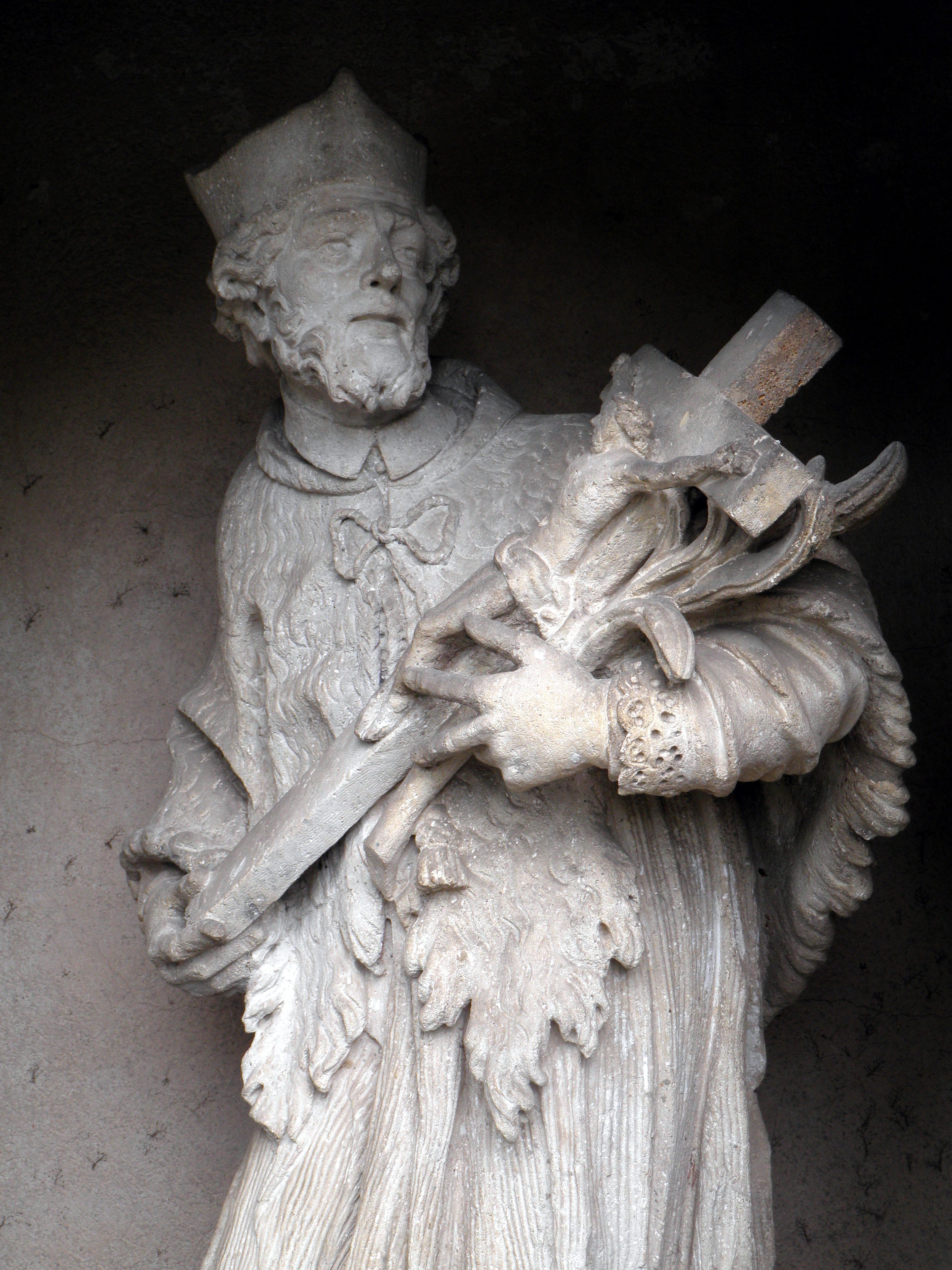
Hl. Johannes Nepomuk in Strebersdorf

Der Hl. Johannes Nepomuk ist eine steinerne Statue des heiligen Johannes Nepomuk im Vorgarten des Hauses Fillenbaumgasse 27 in Strebersdorf im 21. Wiener Gemeindebezirk Floridsdorf.

## Geschichte
Die Statue wurde vor 1887 geschaffen. Ursprünglich stand die Statue im Vorgarten der Polizeischule. Wegen des Straßenneubaues wurde die Figur 1887 versetzt. Ursprünglich war die Figur farbig gefasst.

## Beschreibung
Die Figur des heiligen Johannes Nepomuk steht in einem kapellenartigen Bauwerk in einem Vorgarten. Die steinerne Statue ist eine klassische Darstellung des Heiligen. Sie zeigt ihn mit Barett auf dem Kopf sowie den Attributen Märtyrerpalme und Kruzifix in den Armen. Der Kapellenbau ist jünger als die Statue.